# Борське сільське поселення (Афанасьєвський район)
Бо́рське сільське поселення (рос. Борское сельское поселение) — адміністративна одиниця у складі Афанасьєвського району Кіровської області Росії. Адміністративний центр поселення — селище Бор.

## Історія
Станом на 2002 рік на території сучасного поселення існували такі адміністративні одиниці:
- Борський сільський округ (селища Бор, Сюзьва, присілки Бор, Лаптаха)
- Березівський сільський округ (селище Афонята, присілки Ваніно, Гришата, Доронята, Зяблово, Крючковська, Лаврушата, Нікішата, Новий Посьолок, Паржата, Світлакови, Часовня)

Поселення було утворене згідно із законом Кіровської області від 7 грудня 2004 року № 284-ЗО у рамках муніципальної реформи шляхом перетворення Борського сільського округу. 2007 року до складу поселення була включена територія ліквідованого Березівського сільського поселення.

## Населення
Населення поселення становить 837 осіб (2017; 870 у 2016, 889 у 2015, 914 у 2014, 955 у 2013, 973 у 2012, 1037 у 2010, 1533 у 2002).

## Склад
До складу поселення входять 16 населених пунктів:
| Населений пункт          | Населення, осіб (2002) | Населення, осіб (2010) |
| ------------------------ | ---------------------- | ---------------------- |
| Афонята, селище          | 143                    | 101                    |
| Бор, селище              | 946                    | 630                    |
| Бор, присілок            | 30                     | 26                     |
| Ваніно, присілок         | 98                     | 113                    |
| Гришата, присілок        | 6                      | 1                      |
| Доронята, присілок       | 1                      | 0                      |
| Зяблово, присілок        | 2                      | 0                      |
| Крючковська, присілок    | 4                      | 0                      |
| Лаврушата, присілок      | 52                     | 32                     |
| Лаптаха, присілок        | 4                      | 0                      |
| Нікішата, присілок       | 22                     | 13                     |
| Новий Посьолок, присілок | 3                      | 2                      |
| Паржата, присілок        | 2                      | 2                      |
| Світлакови, присілок     | 6                      | 0                      |
| Сюзьва, селище           | 187                    | 105                    |
| Часовня, присілок        | 27                     | 12                     |